# Jakob Schultes
Jakob Schultes  (* 26. September 1571 Elbing (Ostpreußen); † 6. September 1629 in Leipzig; auch Schulze, Scultetus oder Schulthess) war ein deutscher Rechtsgelehrter und sächsischer Gesandter.

## Leben
Nach seinem Studium der Rechtswissenschaften und Erlangung der Doktorwürde wurde er Advokat in Leipzig, wo er auch gelegentlich Vorlesungen hielt. Aufgrund seines katholischen Glaubens, war es ihm nicht möglich Richter zu werden. Die Weigerung zum protestantischen Glauben überzutreten, hatte zur Folge, dass seine Berufungen zum Oberhofgerichtsassessor 1607 als auch Schöppenstuhlassessor 1610 fehlschlugen. Dennoch wurde er kurfürstlich sächsischer Rat und fungierte mehrfach als sächsischer Gesandter.
Seine akademische Leistung besteht vor allem in der Edition wichtiger Sammlungen juristischer Schriften. Darunter sind die Illustrium Quaestionum juris des Richters und Leipziger Bürgermeisters Modestinus Pistoris und die Decisiones von Matthias Colerus. Er versah sie zumeist mit einem ergänzenden Vor- oder Nachwort und einzelnen Zusätzen im Text.
Er selbst verfasste die Quaestiones practicae (1609/1614) und die Observationes ferenses (1613). Dabei geht er vor allem auf das Gebiet des Erbrechts ein, wobei er ausgehend vom römischen Recht im Gegensatz zu seinen Vorgängern (u. a. Pistoris) nicht nur konkrete Fälle behandelt, sondern verallgemeinernde Regeln und Normen aufstellt.
Er heiratete am 16. August 1596 Martha Grosse (auch Große), die Tochter des Leipziger Verlagsbuchhändlers Henning Grosse und Anna Förster. Aus der Ehe gingen drei Kinder hervor. Jakob Schultes der Jüngere starb bereits mit 26 Jahren. Der zweite Sohn Gregorius Schultes wurde ebenso Doktor des Rechts. Die Tochter Anna Schultes heiratet 1618 Michael Thomasius (Vater von Jakob Thomasius und Johann Thomasius).

## Schriften
Herausgeber (Auswahl):
- Illustrium Quæstionum juris tùm Communis tùm Saxonici von Modestinus Pistoris in drei Teilen (Leipzig 1599–1601);
- Gerichtlicher Proceß deß geschriebenen Rechtes, Gewonheit und tägliches gebrauchs in Germanien von Petrus Termineus (Leipzig 1602);
- Decisiones germaniae hoc est, celeberrimorum, inter germanos, collegiorum iuridicorum res iudicatae von Matthias Colerus (Leipzig 1603);
- Systema Sebastiani Naevii von Sebastian Naevius (Leipzig 1608);
- Processus Juri von Georgii von Rotschitz (Leipzig 1613);

Autor:
- Quaestiones practicae (Leipzig 1609 und 1614);
- Observationes ferenses (Leipzig 1613);